# Storbritanniens Grand Prix 2004
Storbritanniens Grand Prix 2004 var det elfte av 18 lopp ingående i formel 1-VM 2004.

## Rapport
Kimi Räikkönen i McLaren tog pole position efter den trassliga säsongsinledningen och Rubens Barrichello i Ferrari, som vann i Storbritannien, tog den andra startrutan. I det andra ledet stod hemmaföraren  Jenson Button i BAR och Michael Schumacher i Ferrari. I det tredje startledet stod Jarno Trulli i Renault och David Coulthard i McLaren. Fernando Alonso i Renault hade dock den sjätte bästa kvaltiden, men på grund av ett motorbyte flyttades han ner till den sextonde rutan. Därefter följde Juan Pablo Montoya i Williams, Takuma Sato i BAR, Mark Webber i Jaguar och Felipe Massa i Sauber.  Giancarlo Fisichella i Sauber genomförde på grund av ett motorbyte inte sitt kvalvarv, och fick därför start sist.
Räikkönen gjorde en fenomenal start och tog ledningen. Barrichello följde efter med Button som trea och Schumacher som fyra. Räikkönen utökade successivt sin ledning mycket på grund av att hans Michelindäck initialt hade bättre fäste. När sedan Barrichellos däck fick rätt arbetstemperatur stabiliserades läget. De första varven var relativt händelselösa. Det enda som egentligen hände var att Sato tappade en placering till Montoya.
De tre första förarna gick i depå runt varv tio. Schumacher, som låg ute till varv 15, satte under tiden ett par mycket snabba varv för att vinna tillbaka de positioner han hade förlorat i kvalet. Räikkönen hamnade bakom Sato, som visade sig vara på en tvåstoppare, och inte hade några planer på att hjälpa Räikkönen till seger. Räikkönen passerade dock Sato i Copse till slut. Schumacher kom efter sitt första depåstopp något överraskande ut i ledningen. Hans sena depåstopp antydde att han bara skulle göra två depåstopp, vilket visade sig stämma.  
Under den andra rundan depåstopp lyckades Barrichello passera Button efter ett par snabba varv. Det blev dramatiskt i depån när Gianmaria Bruni i Minardi körde ur depåboxen med bränsleslangen sittande kvar i bilen, men Bruni kunde fullfölja loppet. 
Ledaren Michael Schumacher gjorde sitt sista depåstopp på varv 37 med så stor ledning att han kom ut igen precis framför tvåan Räikkönen. Schumacher sinkade därmed Räikkönen vilket möjliggjorde för Barrichello att komma ikapp finländaren och näst intill passera honom. 
Eftersom Schumacher hade gjort sitt sista depåstopp och låg före Räikkönen, som hade ett stopp kvar, såg det ut som segern var klar. 
Trulli kraschade då vådligt i slutet på banan och säkerhetsbilen kom ut. Alla som hade ett stopp kvar gick då in i depå, däribland Räikkönen, som sedan ut precis bakom Schumacher.
När säkerhetsbilen släpptes med 20-talet varv kvar blev det en riktig duell mellan Schumacher och Räikkönen, som Schumacher vann. Barrichello kom, precis som i Frankrike, trea, Button fyra och Montoya femma. Fisichella gjorde återigen en kanoninsats och slutade sexa efter att bara ha gjort två depåstopp. Coulthard blev sjua och Webber blev åtta och tog den sista poängen.

## Resultat
1. Michael Schumacher, Ferrari, 10 poäng
2. Kimi Räikkönen, McLaren-Mercedes, 8
3. Rubens Barrichello, Ferrari, 6
4. Jenson Button, BAR-Honda, 5
5. Juan Pablo Montoya, Williams-BMW, 4
6. Giancarlo Fisichella, Sauber-Petronas, 3
7. David Coulthard, McLaren-Mercedes, 2
8. Mark Webber, Jaguar-Cosworth, 1
9. Felipe Massa, Sauber-Petronas
10. Fernando Alonso, Renault
11. Takuma Sato, BAR-Honda
12. Marc Gené, Williams-BMW
13. Cristiano da Matta, Toyota
14. Christian Klien, Jaguar-Cosworth
15. Nick Heidfeld, Jordan-Ford
16. Gianmaria Bruni, Minardi-Cosworth

### Förare som bröt loppet
- Giorgio Pantano, Jordan-Ford  (varv 47, snurrade av)
- Jarno Trulli, Renault (39, olycka)
- Zsolt Baumgartner, Minardi-Cosworth (29, motor)
- Olivier Panis, Toyota (16, olycka)

## VM-ställning
| Förarmästerskapet 1. Michael Schumacher, Ferrari, 100 2. Rubens Barrichello, Ferrari, 74 3. Jenson Button, BAR-Honda, 53 | Konstruktörsmästerskapet 1. Ferrari, 174 2. Renault, 79 3. BAR-Honda, 67 |